# Outlander - L'ultimo vichingo
Outlander - L'ultimo vichingo (Outlander) è un film di fantascienza del 2008. Programmato inizialmente come direct-to-video (uscita direttamente in DVD), fu in seguito distribuito al cinema nel 2009. Il film è diretto da Howard McCain e tra gli altri interpretato da James Caviezel.

## Trama
Al tempo dell'era di Vendel (540-790 d.C.) tra i fiordi della Norvegia precipita una nave spaziale. Dalla nave si salvano due alieni: un guerriero di nome Kainan, il cui compagno di viaggio resta ferito mortalmente, e una creatura mostruosa simile a un drago conosciuta come Moorwen.
Ritrovatosi nelle fredde terre della Scandinavia, Kainan si mette alla ricerca della creatura, mentre il mostro delimita il suo nuovo territorio nel Nord Europa.
Quando Kainan giunge in un villaggio vichingo completamente distrutto viene catturato da Wulfric, membro di un altro villaggio e futuro re del medesimo. Kainan racconta di essere un cacciatore di draghi e viene preso per pazzo, ma Rothgar, il re del villaggio, vuole dare credito allo "straniero" e acconsente a farlo partecipare alla caccia al presunto mostro, che tutti credono un grosso orso. Durante la caccia Kainan salva la vita al re nello scontro con l'orso e gli abitanti del villaggio credono che la minaccia sia debellata. Ritenendo lo straniero un eroe, gli divengono meno ostili. Kainan racconta a Freya di come molto tempo prima il suo popolo avesse trovato un pianeta adatto per viverci, ma già abitato da creature intelligenti chiamate Moorwen, che però il suo popolo considerava solo animali; i coloni bombardarono il pianeta uccidendo la maggior parte delle creature col fuoco, poi diedero la caccia ai superstiti e dopo aver ritenuto di averli sterminati completamente costruirono una città. Un giorno, Kainan partì per una missione nello spazio lasciando la moglie e il figlio in città, ignorando che un Moorwen fosse sopravvissuto. Quest'ultimo, penetrato in città, massacrò tutti i coloni. Al suo ritorno Kainan non poté che ripartire con la sua astronave, per poi cadere sulla Terra.
Presto il mostro torna a colpire e visto che la sua pelle si rivela impenetrabile al metallo dell'epoca, Kainan suggerisce di creare una grossa trappola e di condurvi il mostro all'interno con un'esca, per poi dargli fuoco utilizzando legno ed olio di balena. Il mostro però si rivela invulnerabile anche a questo espediente. Si scopre pure che vi è un altro Moorwen, un cucciolo, che assale e uccide Re Rotghar che fa da scudo umano a Freya, sua figlia. Gli abitanti del villaggio terrorizzati decidono di scappare via mare e si imbarcano. Rimangono il nuovo re Wulfric, Freya, Boromir il fabbro, Kainan e pochi altri. Kainan decide di forgiare nuove armi con il metallo, ben più resistente del ferro dell'epoca, proveniente dall'astronave, affondata in un lago, e di seguire il mostro attraverso il pozzo del villaggio che li conduce in un intricato dedalo di caverne. Qui scoprono dove finivano tutti i corpi delle vittime attaccate dal mostro, accatastate in grandi mucchi dentro le caverne.
Freya riesce a decapitare il cucciolo di Moorwen, mentre l'adulto uccide Boromir e gli altri guerrieri. Sopravvivono solo Wulfric, Freya e Kainan che scappando dal mostro si ritrovano sul bordo di un precipizio che dà origine a una cascata. Qui il mostro ferisce mortalmente Wulfric, ma Kainan e Freya riescono a ucciderlo, facendolo cadere mutilato giù dalla scogliera (non prima cha Kainan e il mostro si guardino negli occhi, come se i due fossero al corrente del destino che stava per compiersi). Wulfric, in fin di vita, nomina Kainan nuovo re del villaggio. Kainan, poco prima di essere raccolto dall'astronave che dovrebbe portarlo in salvo, distrugge il dispositivo di soccorso da lui attivato per essere ritrovato dai compagni, avendo deciso di continuare la sua esistenza come nuovo re di quel villaggio.
Quando tutto sarà finito solamente la giovane principessa vichinga Freya saprà, o meglio, crederà di sapere, la vera origine dell'alieno.

## Produzione
Il regista Howard McCain iniziò a scrivere Outlander nel 1992, quando frequentava la Tisch School of the Arts (divisione della New York University). Trovò l'ispirazione per il film leggendo un articolo sul popolo e sulla mitologia vichinga, articolo recensito dalla rivista Archaeology; trovò, inoltre, le basi per la sceneggiatura fondendo temi col poema epico Beowulf. Non convinto dell'aspetto e delle origini del mostro, McCain archiviò il progetto sino al 1998; anno in cui conobbe lo sceneggiatore Dirk Blackman. Blackman rivide parte della storia e inserì elementi fantascientifici rendendo alieni sia il protagonista sia la creatura da cacciare; provvide inoltre a ridisegnare il mostro.
Il nome Moorween è stato spiegato dal regista come un gioco di parole su "Morlock", personaggio apparso nel romanzo La macchina del tempo di H.G. Wells. Dato che nessun produttore era interessato al suo progetto, McCain trovò il modo di autofinanziare il film, programmando di svolgere la lavorazione nell'Isola del Sud (Nuova Zelanda). Nel 2004, quando il progetto stava per essere annullato, lo studio cinematografico Ascendant Pictures e il produttore Barrie M. Osborne si associarono come finanziatori.
La The Weinstein Company subentrò come maggior finanziatore nel maggio 2005, accordandosi per distribuire su scala mondiale la pellicola. Debra Hanson, già collaboratrice in Beowulf & Grendel, si è occupata personalmente dello sviluppo dei costumi partendo da modelli forniti dai Ninth Ray Studios.

### Cast
Per il ruolo di Kainan, McCain dichiarò di volere una "persona con l'anima" in grado di trasmettere forza e fiducia e non un attore preposto per interpretare personaggi secondari. Avviata la pre-produzione, McCain fu assegnato come regista e cosceneggiatore (in ausilio con Blackman) e Karl Urban si presentò al casting per il ruolo da protagonista.
Dopo Urban fu ascoltato James Caviezel che al primo impatto piacque molto al regista. In effetti McCain cercava un attore di marcata origine europea e non un americano che si sarebbe distaccato troppo dal personaggio. A settembre 2006 Caviezel fu confermato come principale interprete, a discapito di Urban. Al fine di ottenere il rendimento migliore, a Caviezel fu imposto di partecipare a lezioni di lingua norrena avendo come insegnante un esperto proveniente dall'Islanda.
Per rendere più realistico possibile il proprio personaggio, l'attore Patrick Stevenson ha studiato il culto pagano, il Dio scandinavo Thor e la simbologia delle pietre runiche. Gli ultimi attori a far parte del cast, sono stati Ron Perlman, John Hurt e Sophia Myles.

### Riprese
Le riprese iniziarono 16 ottobre 2006 nel comune di Halifax e al Nine Mile River (Nuova Scozia) e durarono un periodo di dieci settimane. Dopo la location scouting in vari territori della Nuova Zelanda e della Columbia Britannica, si decise di filmare le principali ambientazioni alla Baia delle Isole (Terranova).
I fiordi e le insenature tipiche della Scandinavia sono stati ripresi sempre nella Baia, grazie a una speciale insenatura che rendeva ottimo lo scenario.
La principale nave vichinga del film è stata costruita come replica della nave di Oseberg conservata al Museo delle navi vichinghe di Oslo. La replica è stata ridotta di tre metri rispetto all'originale (da 23 a 20 metri), per renderne più facile il trasporto via mare; la costruzione è avvenuta a Little Port e la nave è stata bruciata a Terranova per l'ultima scena.
Il villaggio vichingo è stato costruito nell'arco di tre mesi nella campagna di Nine Mile (Nuova Scozia). Durante l'avvio del cantiere è stato noleggiato un parapetto di 800m x 20m. Tra le abitazioni costruite ci sono case lunghe e a tetto basso.
Infine l'unità di scena ha fatto ritorno ad Halifax e Terranova il 5 gennaio 2007.

### Effetti speciali
La Weta Workshop fu la prima casa di effetti speciali a essere contattata da McCain, ma la società declinò la partecipazione in quanto il regista non disponeva di fondi per il pagamento. Il conceptual design, il set design e lo storyboard, sono stati curati dal tecnico dei Ninth Ray Studios, Ian McCaig.

#### Design del mostro
Il progetto finale della creatura Moorween è stato sviluppato gratuitamente dal disegnatore Patrick Tatopoulos. Il designer ha descritto la sua rivisitazione come un essere a metà tra il mostro e l'animale. McCain, dopo aver visto la versione finale del Moorween, ha elogiato il lavoro di Tatopolous in un'intervista:
La creatura è stata rivista da Tatopolous come dotata da bioluminescenza, capacità in grado di attirare le prede.

## Distribuzione
Con l'acquisizione dei diritti cinematografici, la The Weinstein Company aveva programmato di distribuire il film nel circuito cinematografico del globo durante il 2008.
A fine agosto 2008 tramite Cinematical fu annunciato che la pellicola sarebbe stata commercializzata esclusivamente per il mercato home video; ciò perché la compagnia dei fratelli Weinstein era incerta sulla riuscita cinematografica. In seguito è stata annunciata la distribuzione mondiale programmata per il 2009.